# The Yellow Shark
A The Yellow Shark Frank Zappa kamarazenei darabokat tartalmazó élő albuma az Ensemble Modern játékával. Ez az utolsó Zappa lemezei közül, amely még életében jelent meg.

## A lemez számai
1. "Intro" – 1:43
2. "Dog Breath Variations" – 2:07
3. "Uncle Meat" – 3:24
4. "Outrage at Valdez" – 3:27
5. "Times Beach II" – 7:31
6. "III Revised" – 1:45
7. "The Girl in the Magnesium Dress" – 4:33
8. "Be-Bop Tango" – 3:43
9. "Ruth Is Sleeping" – 5:56
10. "None of the Above" – 2:17
11. "Pentagon Afternoon" – 2:28
12. "Questi Cazzi Di Piccione" – 3:03
13. "Times Beach III" – 4:26
14. "Food Gathering in Post-Industrial America, 1992" – 2:52
15. "Welcome to the United States" – 6:39
16. "Pound for a Brown" – 2:12
17. "Exercise, No. 4" – 1:37
18. "Get Whitey" – 7:00
19. "G-Spot Tornado" – 5:17

## Az előzmények
A 88-as turné zenekarának kudarca után (idő előtt fel kellett oszlatnia a zenekart személyes ellentétek miatt) minden jel arra mutatott, hogy Zappa a jövőben kizárólag a stúdiómunkára fog koncentrálni. Ekkor kereste meg őt a frankfurti illetőségű Ensemble Modern azzal a szándékkal, hogy lemezfelvételt készítsenek a munkáiból. Zappa a felkérést visszautasította a rengeteg korábbi kudarcra hivatkozva: nem kívánt ismét pénzt fektetni kétes kimenetelőnek tűnő vállalkozásba. A kamaraegyüttes viszont elszánt volt: saját költségükön utaztak Los Angelesbe, és az ott töltött két hét után őszinte elismeréssel és tisztelettel nyilatkozott egymásról mindkét fél.

## A lemezről
A lemez koncertfelvétel, Zappa szokásának megfelelően több előadás legjobb részleteiből válogatva: az Ensemble Modern 1992. szeptember 17-19-én adott koncertet a frankfurti Alte Operben, 22-23-án a berlini Philharmonie-ben, és 26-28-án a bécsi Konzerthausban. Zappa előrehaladott betegsége, a fájdalmai miatt csak az első koncerten tudott részt venni Frankfurtban. Az előadás egy különleges hatcsatornás erősítésen keresztül szólalt meg; a koncertet egy német tévécsatorna is rögzítette.
A darabok egy része korábbi szerzemények áthangszerelt változata (Dog Breath, Bebop Tango stb. – Ali Askin hangszerelései), de vannak kifejezetten erre az alkalomra írt művek is (például a Get Whitey), vagy a pillanat szülte irányított improvizációk.

## Közreműködők

### Zenészek
- Frank Zappa – Karmester, producer, zeneszerző

Az Ensemble Modern:
- Peter Rundel – karmester, violin
- Dietmar Wiesner – flute
- Catherine Milliken – oboe, english horn, bass oboe,[2] didjeridu
- Roland Diry – clarinet
- Wolfgang Stryi – bass clarinet, tenor saxophone, contrabass clarinet
- Veit Scholz – bassoon, contrabassoon
- Franck Ollu, Stefan Dohr – french horn
- William Formann, Michael Gross – cornet, flugelhorn, piccolo trumpet, trumpet
- Uwe Dierksen – trombone, soprano trombone
- Michael Svoboda – trombone, euphonium, didjeridu, alphorn
- Daryl Smith – tuba
- Herman Kretzschmar – celeste, harpsichord, voices, piano
- Ueli Wiget – celeste, harpsichord, harp, piano
- Rumi Ogawa-Helferich – cymbalom, percussion
- Andreas Böttger – percussion
- Detlef Tewes – mandolin
- Jürgen Ruck – banjo, guitar
- Ellen Wegner – harp
- Mathias Tacke, Claudia Sack – violin
- Hilary Sturt – violin, voices
- Friedemann Dähn – violoncello
- Thomas Fichter- contrabass, Fichter electric upright bass

### Produkciós stáb
- Todd Yvega – synclavier assistance
- Spencer Chrislu – engineer, mixing
- Harry Andronis – engineer
- Brian Johnson – art direction, design
- Hans Jörg Michel – photography
- Henning Lobner – photography
- Dave Dondorf – engineer, coordination
- Jesse Di Franco – art direction, design
- Ali N. Askin – arranger
- Fritz Brinckmann – photography

## Helyezések
Album – Billboard (North America)
| Year | Chart                   | Position |
| ---- | ----------------------- | -------- |
| 1993 | Top Classical Crossover | 2        |

## Külső hivatkozások
- Szövegek és információk – az Information Is Not Knowledge honlapról